# Cintamanik (Bumijawa)
Cintamanik is een bestuurslaag in het regentschap Tegal van de provincie Midden-Java, Indonesië. Cintamanik telt 5449 inwoners (volkstelling 2010).